# ایوان پارخو
ایوان پارخو (به انگلیسی: Ivan Parejo) ژیمناست زادهٔ ۱۵ مارس ۱۹۸۷ میلادی اهل کشور اسپانیا است.